# El joc del propietari

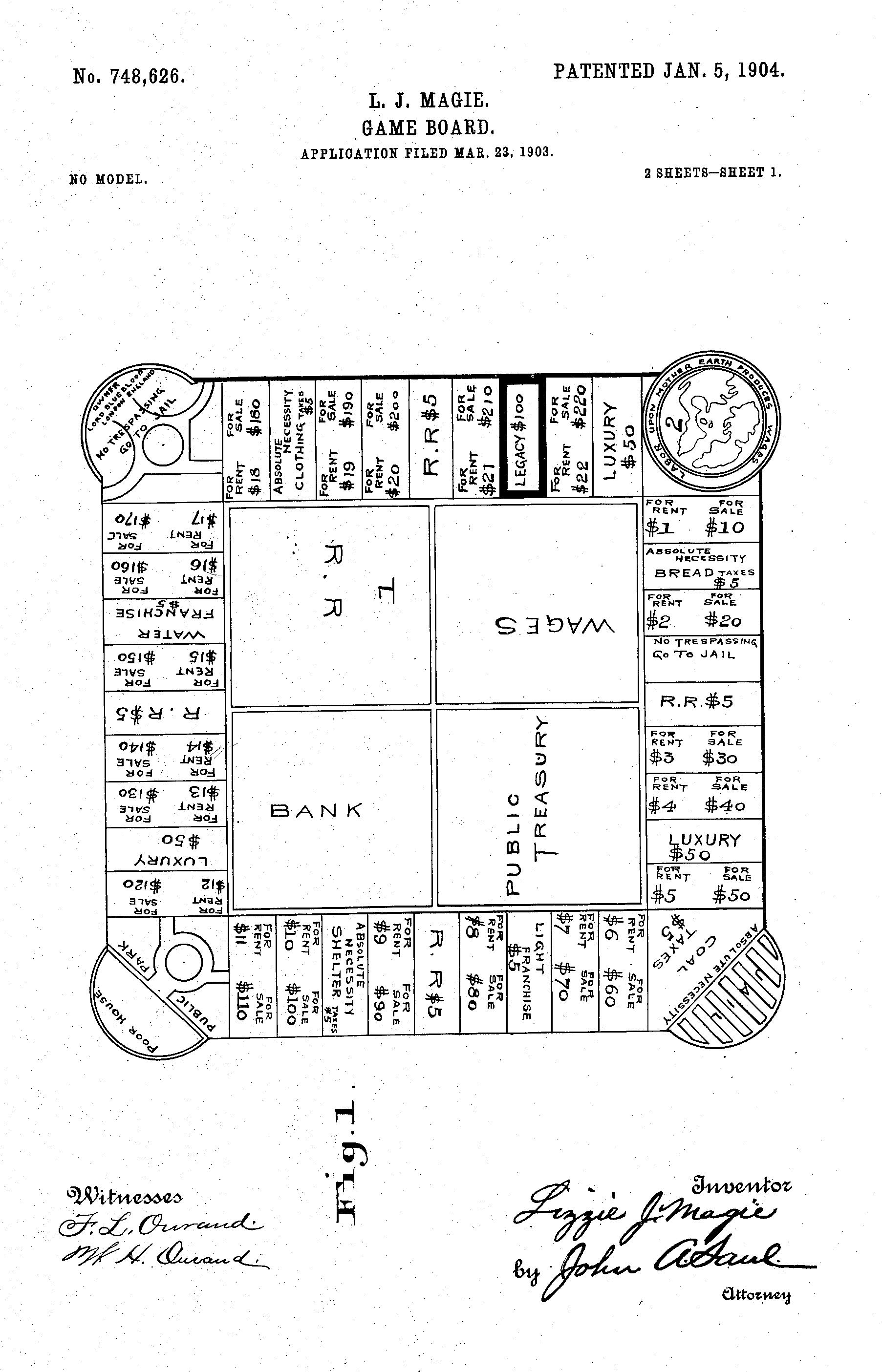
Presentat el 5 de gener de 1904, aquest és el primer esquema rebut per l'Oficina de Patents dels Estats Units per al joc de societat de Magie.

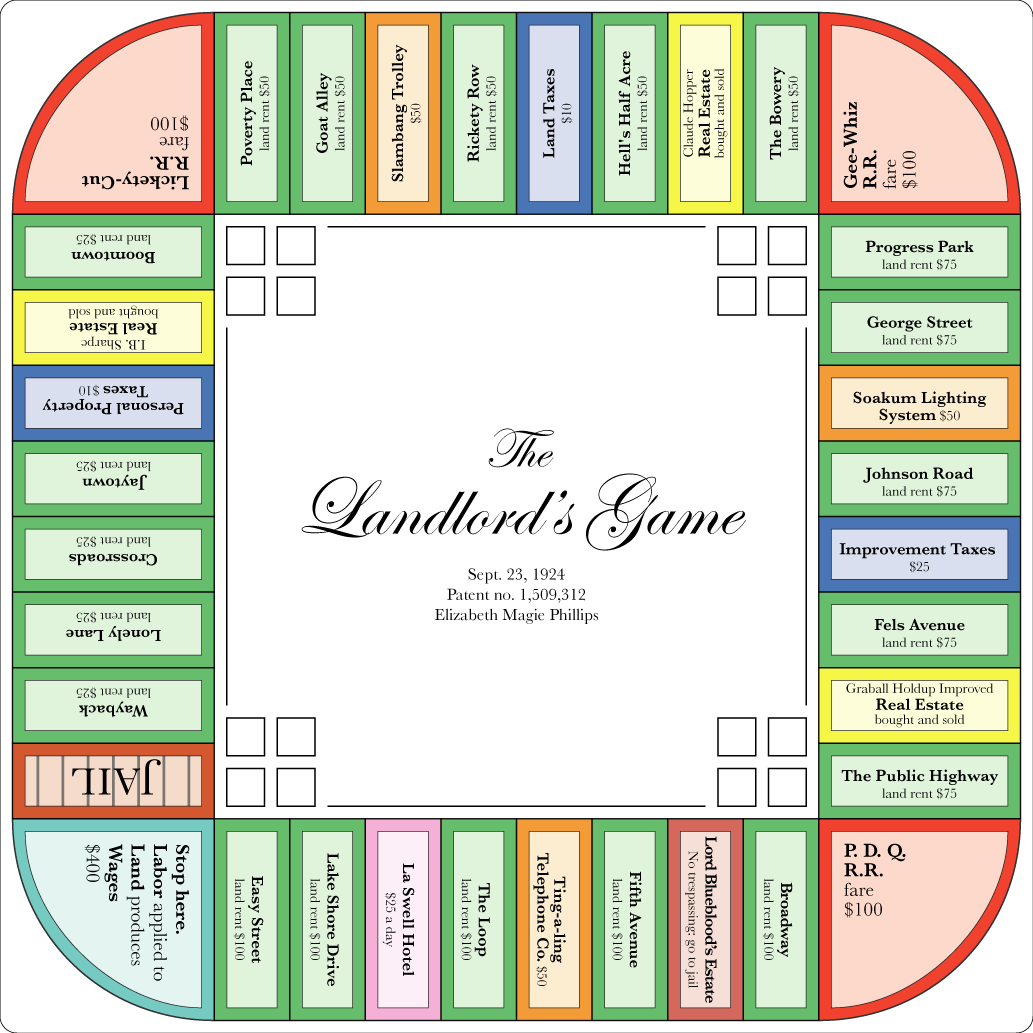
Un tauler de El joc del propietari, inspirat per la patent de 1924 núm 1509312.

El joc del propietari (en anglès: The Landlord's Game), és un joc de taula sobre béns immobles i impostos. Va ser protegit per patent per primera vegada el 1904 per Elizabeth Magie, va ser el primer d'aquest tipus que es va patentar als Estats Units. Aquest joc va ser el que més tard va inspirar la creació del Monopoly.

## Història
El joc dissenyat per Magie va ser per demostrar les conseqüències habituals de l'apropiació de terres. S'inspira en els principis econòmics enunciats per Henry George, tractant de mostrar que les rendes enriqueixen els amos de propietats i empobreixen als llogaters. Pensant que la gent podria tenir dificultats per entendre per què aquest sistema provoca aquesta conseqüència, va voler ensenyar el que podien fer per oposar-se a aquest sistema. Magie també volia que els nens percebessin la injustícia d'aquest tipus de sistema i que poguessin aprendre per aplicar-ho en la seva vida adulta.
Encara que El joc del propietari estava protegit per la patent dels Estats Units núm. 748.626 des de 1904, no va ser fins al 1910 quan una empresa es va comprometre a publicar-ho. La companyia Economic Game Company de Nova York el va vendre als Estats Units, mentre que a Gran Bretanya es va vendre per primera vegada el 1913 per l'empresa Newbie Game Company de Londres sota el títol Brer Fox an' Brer Rabbit. Encara que amb títol diferent el joc és el mateix.
Mentrestant, Magie es va traslladar a Illinois on es va casar el 1910 i es va traslladar a Washington DC, i va patentar una nova versió del joc el 1924 sota el seu nom de casada, Elizabeth Magie Phillips. A diferència de la primera versió, inclou noms dels carrers. A partir de 1932 les regles del joc es transmeten de boca en boca el que comporta que es jugui amb regles diferents. La versió comercial de 1932 per la companyia Adgame Company (Inc.) publicat amb el nom «Joc i prosperitat del propietari» també inclou un conjunt de regles per poder jugar amb el joc «prosperitat» en el mateix¡ tauler. Al 1935, la companyia Parker Brothers va comprar els drets del joc Monopoly a Charles Darrow, que va dir haver creat la primera versió. El mateix any, la companyia distribueix el joc a una velocitat de 20.000 còpies per setmana. Per reduir el risc de demandes, l'empresa compra les patents de jocs similars, que també li permetran a tancar el mercat al seu avantatge. L'any 1936, Magie va vendre la seva patent a l'empresa Parker Brothers per 500 USD.